# Temelucha bernardina
Temelucha bernardina är en stekelart som beskrevs av Dasch 1979. Temelucha bernardina ingår i släktet Temelucha och familjen brokparasitsteklar. Inga underarter finns listade i Catalogue of Life.